# Clădirea fostei școli parohiale bisericești (Mereni)
Clădirea fostei școli parohiale bisericești este o clădire amplasată în Mereni, raionul Anenii Noi, Republica Moldova. Este un monument arhitectural de importanță națională inclus în Registrul monumentelor Republicii Moldova ocrotite de stat cu nr. 117 (raionul Anenii Noi). Datează din anii 1840.